# 다테씨
다테씨(일본어: 伊達氏 다테우지[*]) 또는 이다테씨(일본어: 伊達氏 이다테우지[*])는 일본 가마쿠라 시대에서 에도 시대까지 미야기현를 본거지로 한 일족으로, 후지와라 북가의 후지와라노 야마카게의 후손이라고 칭하였다. 방계 일족으로 이요국, 다지마국, 스루가국 등지에 분가가 있다. 돌림자는 무네(宗)이고 초대 당주는 다테 도모무네이다.

## 가문 이름의 유래
다테(伊達)라는 이름은 무쓰국 다테군에서 유래한 것이다. 伊達은 원래 '이다테', '이다치'라고 불렸으며, 랴쿠오 2년(1339년)의 문서에는 '이다테노 가몬노스케 다메카게'(いたてのかもんのすけ爲景), 게이초 18년(1613년) 하세쿠라 쓰네나가가 로마 교황에게 전달한 다테 마사무네의 서한에는 'Idate Masamune'라고 적혀 있는 것으로 보아, 다테 가문에서도 본래 지명의 발음에 따라 '이다테'라고 칭하였음을 알 수 있다.
한편 야마시나 노리토키(山科敎言)의 일기 『노리토키쿄키(敎言卿記)』의 오에이 13년(1406년) 8월 4일조 기사에 '다테'(タテ)라는 표기가 보이는 등, 15세기에는 이미 '다테'라는 발음이 중앙에 퍼져 있었던 것으로 보이며, 에도 시대에는 이러한 '다테'와 '이다테'라는 독음이 혼용된 것으로 여겨진다.

## 같이 보기
- 덴분의 난
- 센다이번
- 우와지마번
- 다테 소동